# Samtgemeinde Grafschaft Hoya

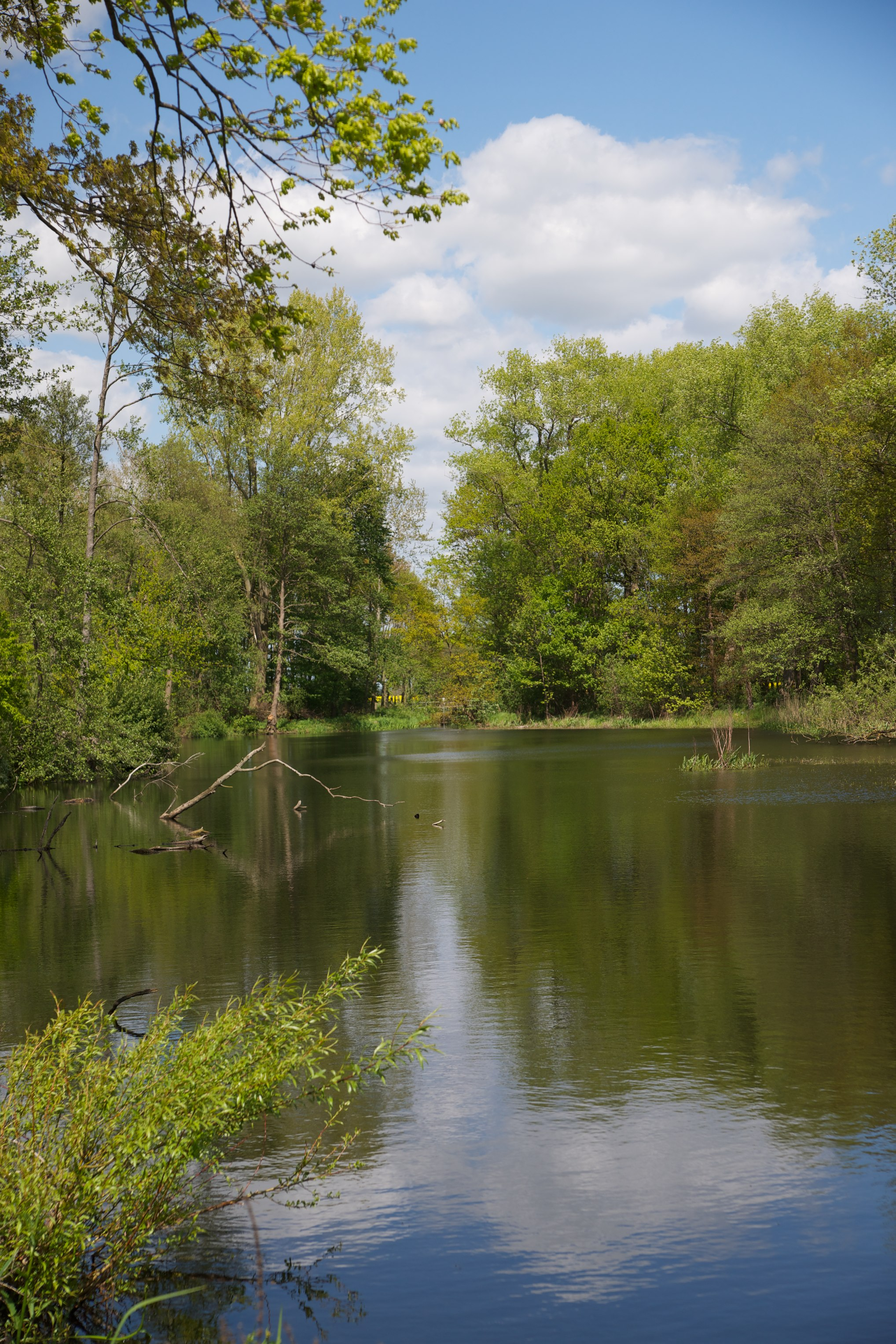
Rivière Alveser

La Samtgemeinde Grafschaft Hoya est une intercommunalité du cercle ou arrondissement de Nienbourg sur Weser, en Basse-Saxe.
Depuis le 1er janvier 2011, elle comprend l'ancienne Samtgemeinde Eystrup.

## Dénomination
Elle doit son nom au comté de Hoya (en allemand : Grafschaft Hoya), ancien État du Saint-Empire romain germanique.

## Création
La Samtgemeinde a été créée en 1977.
Son territoire recouvre une partie de l'ancien cercle ou arrondissement du comté de Hoya (en allemand : Landkreis Grafschaft Hoya).

## Composition
L'intercommunalité comprend :
- Une ville (Stadt) : Hoya
- Une commune intermédiaire (Flecken) : Bücken, comprenant :
  - Altenbücken, avec Stendern ;
  - Bücken ;
  - Calle ;
  - Dedendorf ;
  - Duddenhausen, avec Barke ;
- Huit communes rurales (Gemeinde au sing.) :
  - Eystrup ;
  - Gandesbergen
  - Hämelhausen ;
  - Hassel (Weser) ;
  - Hilgermissen ;
  - Hoyerhagen ;
  - Schweringen ;
  - Warpe.